# Jean Grafström
Carl Jean Benjamin Grafström, född 3 april 1859 i Stockholm, död  21 april 1925 i Hedvig Eleonora församling i Stockholm, var en svensk operasångare och skådespelare.
Grafström, som var son till Carl Grafström, var elev vid musikkonservatoriet i Stockholm 1883–1884 och vid Kungliga Teatern 1884. Han anställdes där 1886 och var från 1913 föreståndare för scenens byrå och var dessutom regissör.
Han var gift med textilkonstnären Thyra Grafström. De är begravda på Solna kyrkogård.

## Filmografi
- 1919 – Åh, i morron kväll
- 1920 – Gyurkovicsarna